# De Broglie
de Broglie, eller Broglie-Revel, är en ursprungligen italiensk adelsätt, 1643 överflyttad till Frankrike, där den samma år erhöll grevevärdighet och 1660 godset Dormans, som 1671 blev markisat. Med François Marie de Broglie erhöll släkten 1742 fransk hertiglig värdighet, och genom Victor François de Broglie tysk riksfurstlig ställning. Den senare är stamfar för släktens nuvarande båda huvudlinjer, Broglie, vars huvudman bär titeln hertig och övriga medlemmar furste, samt Broglie-Revel, vars medlemmar bär titeln furste.

## Personer med efternamnet de  Broglie
- Albert de Broglie (1821–1901), fransk politiker
- Charles François de Broglie (1719–1781), fransk diplomat
- François Marie de Broglie  (1671–1745), fransk hertig, militär och diplomat
- Gabriel de Broglie (född 1931), fransk författare
- Louis de Broglie (1892–1987), fransk fysiker
- Maurice de Broglie (1875–1960), fransk fysiker
- Victor de Broglie (1785–1870), fransk politiker
- Victor François de Broglie (1718–1804), fransk fältmarskalk